# Recuay (provincie)
Recuay is een provincie in de regio Ancash in Peru. De provincie heeft een oppervlakte van 2.304 km² en telt 19.348 inwoners (2015). De hoofdplaats van de provincie is het district Recuay.

## Bestuurlijke indeling
De provincie is verdeeld in tien districten, UBIGEO tussen haakjes:
- (021702) Catac
- (021703) Cotaparaco
- (021704) Huayllapampa
- (021705) Llacllin
- (021706) Marca
- (021707) Pampas Chico
- (021708) Pararin
- (021701) Recuay, hoofdplaats van de provincie
- (021709) Tapacocha
- (021710) Ticapampa

Aija · Antonio Raimondi · Asunción · Bolognesi · Carhuaz · Carlos Fermín · Casma · Corongo · Huaraz · Huari · Huarmey · Huaylas · Mariscal Luzuriaga · Ocros · Pallasca · Pomabamba · Recuay · Santa · Sihuas · Yungay